# پیوجو (بازیکن فوتبال، زاده ۱۹۸۹)
پیوجو (انگلیسی: Piojo؛ زادهٔ ۲۹ ژوئن ۱۹۸۹) بازیکن فوتبال اهل اسپانیا است.
از باشگاه‌هایی که در آن بازی کرده‌است می‌توان به باشگاه فوتبال اوئسکا و باشگاه خیمناستیک تاراگونا اشاره کرد.